# Унтермасфельд
Унтермасфельд (нім. Untermaßfeld) — громада в Німеччині, розташована в землі Тюрингія. Входить до складу району Шмалькальден-Майнінген.
Площа — 10,79 км2. Населення становить 1332 ос. (станом на 31 грудня 2021).